# Hepatología

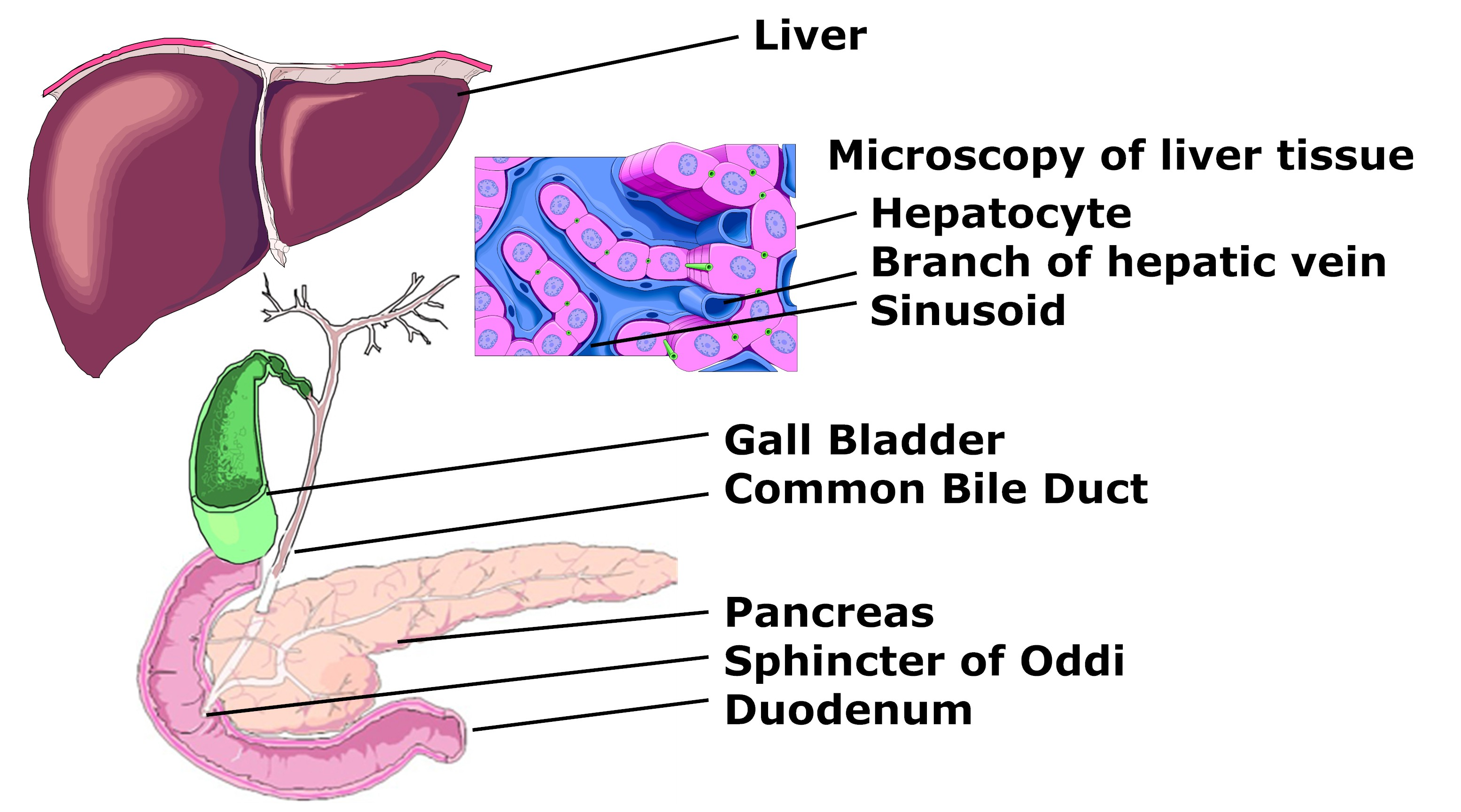
Esquema del sistema hepatobiliar en inglés ("Liver" significa hígado en el idioma anglosajón)

La hepatología es la rama de la medicina que incorpora el estudio del hígado, la vesícula biliar, la vía biliar y el páncreas, así como el tratamiento de sus trastornos. Aunque tradicionalmente se considera una subespecialidad de la gastroenterología, la rápida expansión ha llevado en algunos países a médicos especializados únicamente en esta área, que se denominan hepatólogos.

## Las hepatopatías
Las enfermedades hepáticas, conocidas en forma general como hepatopatías, constituyen una de las áreas más complejas de la gastroenterología. Por ello, algunos médicos se subespecializan en forma exclusiva en ella y se conocen como "hepatólogos".
Su papel se incrementó con el manejo clínico quirúrgico de los pacientes que deben recibir un trasplante de hígado.
Si bien la hepatología se ocupa de todas las enfermedades del hígado, las vías biliares y el páncreas, hay algunos padecimientos cuyo manejo y tratamiento ha aumentado considerablemente en complejidad, lo que permite entender por qué la hepatología se ha convertido en una subespecialidad de la gastroenterología:
- trasplante hepático
- tratamiento de la hepatitis B y hepatitis C
- cáncer de hígado
- cirrosis hepática descompensada